# Maasplanggstock
Maasplanggstock är en bergstopp i Schweiz.   Den ligger i distriktet Interlaken-Oberhasli och kantonen Bern, i den centrala delen av landet, 80 km öster om huvudstaden Bern. Toppen på Maasplanggstock är 3 361 meter över havet, eller 70 meter över den omgivande terrängen. Bredden vid basen är 0,78 km.
Terrängen runt Maasplanggstock är huvudsakligen mycket bergig. Närmaste större samhälle är Engelberg, 16,5 km norr om Maasplanggstock. 
Trakten runt Maasplanggstock är permanent täckt av is och snö. Runt Maasplanggstock är det mycket glesbefolkat, med 5 invånare per kvadratkilometer.